# Donal Courtney
Pour les articles homonymes, voir Courtney.
Donal Courtney, né le 22 mai 1964, est un arbitre international irlandais de rugby à XV. 
Il est expert-comptable et responsable financier dans une banque.

## Carrière
Donal Courtney arbitre son premier match international le 7 septembre 2002, opposant l'Uruguay au Chili, match de qualification pour la Coupe du monde de rugby 2003.
Donal Courtney arbitre dans le Tournoi des Six Nations entre 2004 et 2007.
Il met un terme à sa carrière d'arbitre en 2007.
Il est ensuite directeur de l'arbitrage pour l'ERC, puis l'EPCR, entre 2009 et 2016.